# Ясенев, Дмитрий Андреевич
Дмитрий Андреевич Я́сенев (26 октября 1907—1958) — советский конструктор.

## Биография
Родился в 1907 году в Рязани в семье протоиерея священномученика Андрея Ясенева, расстрелянного в 1938 году. С 1913 жил с семьей в Егорьевске. Окончил механическое училище в 1925 году.
После 1925 года непродолжительное время работал полевым электриком на Шатурских торфоразработках и техником по обследованию предприятий Московской рабоче-крестьянской инспекции. В декабре 1925 года поступил на Московский электроламповый завод. Работал в конструкторском бюро сначала чертежником, затем старшим конструктором.
С сентября 1933 года вся его дальнейшая жизнь связана со Свердловском, где работал на Уралмашзаводе. До 1940 года трудился в конструкторском отделе, последовательно занимая должности конструктора 1 категории, старшего конструктора, старшего инженера. Занимался проектированием горно-шахтного, дробильно-размольного и агломерационного оборудования. К числу наиболее важных работ этого периода относятся: проектирование роторного вагоноопрокидователя для гандол грузоподъемностью 100 тонн, изучение работы дробильно-размольного оборудования Уралмашзавода на ряде обогатительных фабрик страны. Д. А Ясенев имел целый ряд авторских свидетельств. Предложенная им совместно с инженером Переваловым разгрузочная диафрагма к шаровым мельницам запатентована в США.
В 1938 году поступил на заочное отделение Уральского политехнического института. Но война прервала учёбу. В 1940—1948 годах находился на оперативно-производственной работе, занимая должности ведущего инженера при главном инженере завода, главного диспетчера завода, сменного начальника производства.
После войны появилась возможность возобновить учёбу. В 1947 году экстерном сдает экзамены в Свердловском политехникуме, а через три года без отрыва от производства окончил вечернее отделение Уральского политехнического института имени С. М. Кирова.
Руководитель группы бюро горного оборудования, с 1950 года — ведущий инженер по шагающему экскаватору.
Конструктор шагающего экскаватора ЭШ-14/65.
Умер в 1958 году. Похоронен в Свердловске на Михайловском кладбище.

## Награды и премии
- Сталинская премия первой степени (1951) — за создание конструкции шагающего экскаватора «ЭШ-14/65».

## Автор книг
- Шагающий экскаватор ЭШ-14/65 [Текст] / Д. А. Ясенев, инж. лауреат Сталинской премии. — Москва; Свердловск: Машгиз. [Урало-Сиб. отд-ние], 1952. — 60 с. : ил.;
- Уралмашзавод — первенец тяжелого машиностроения [Текст]: 25 лет Уралмашзавода / П. Е. Воронов, Д. А. Ясенев. — Москва ; Свердловск : Машгиз. Урал.-Сиб. отделение, 1958. — 116 с. : ил.